# Rovás (település)
Rovás (románul: Răvășel) falu Romániában, Erdélyben, Szeben megyében. Közigazgatásilag Sálfalva községhez tartozik.

## Fekvése
Medgyestől délre fekvő település.

## Története
Rovás nevét 1302-ben említette először oklevél V. L. recte formában.
Későbbi névváltozatai: 1394-ben p. Rowas, 1397-ben Rauas, 1400-ban Ravas, 1428-ban Rawasd, 1733-ban Ravasel, 1750-ben Revesel, 1760–1762 között Rovás, 1808-ban Rovás, Raweschd, Revasel, 1861-ben Rovás, Revesel, 1888-ban Rovás (Rosch, Rovasell), 1913-ban Rovás.
1362-ben Rawas-i Mihály nevében tűnt fel, akit mint bevallási tanút említettek.
1483-ban pedig Rawas alakban említették, ekkor a Gerendiek tiltották Musnai Jakabot az idevaló birtokrészekbe való beiktatástól.
1534-ben ugyancsak Rawas néven volt említve, mikor Rawas-i Cseh Mihály Rawas-i nemeskúriáját, három lakott és két puszta jobbágytelekkel együtt {s más birtokrészeit} elcserélte Kövesdi Tomori Miklós budai várnaggyal, aki viszonzásul a Rawas-i kúriáért három jobbágytelket, a telkekért pedig ugyanannyi lakott és pusztatelket ad neki Galacon (Fe vm), majd ugyanő 1537-ben mártonfalvi puszta nemestelkét és egy lakott jobbágytelkét zálogba vetette Tomori György kolozsmonostori officiálisnál.
A trianoni békeszerződés előtt 1888-ban Nagy-Küküllő vármegye Bolya-berethalmi, majd 1913-tól Nagy-Küküllő vármegye Szentágotai járásához tartozott.
1910-ben 463 lakosából 3 magyar, 205 német, 275 pedig román volt. Ebből 259 görögkatolikus, 208 evangélikus, 11 görögkeleti ortodox volt.

## Nevezetességek
- Evangélikus temploma - A falu feletti domboldalon elhagyottan álló templom elődje még valamikor a 16. században épülhetett. A ma is álló templomot 1825-ben építették. A málladozó vakolatú elhagyott templom orgonája Szászsebesre, oltára pedig a Medgyesi templomba került.